# Liste der Monuments historiques in Marquillies
Die Liste der Monuments historiques in Marquillies führt die Monuments historiques in der französischen Gemeinde Marquillies auf.

## Liste der Objekte
| Bezeichnung               | Beschreibung          | Standort       | Kennzeichnung | Schutzstatus | Datum | Bild |
| ------------------------- | --------------------- | -------------- | ------------- | ------------ | ----- | ---- |
| Skulptur Madonna mit Kind | Gips, 18. Jahrhundert | in der Kapelle | PM59008659    | Inscrit      | 1973  |      |